# Casa Albert-Furness
La Casa Albert-Furness (in francese: Maison Albert-Furness), dal nome del suo primo proprietario, è una storica residenza di stile neogotico situata nel quartiere di Westmount a Montréal in Canada.

## Storia
L'edificio, progettato dall'architetto torontese John George Howard, venne completata nel 1848. Nel 1946 l'edificio subisce dei lavori d'ingrandimento secondi i piani degli architetti E. I. Barrot, Lorne Eric Marshall e John Campbell Merrett, e ancora nel 1951, questa volta seguiti da Gordon Reed. La villa è stata designata sito storico nazionale nel 1990.